# 城关镇 (榆中县)
城关镇，是中华人民共和国甘肃省兰州市榆中县下辖的一个乡镇级行政单位。

## 行政区划
城关镇下辖以下地区：
兴隆路社区、一悟路社区、栖云北路社区、文成路社区、峡口村、南坡湾村、杨家庄村、南关村、东湾村、下汉村、城关村、北关村、金家圈村、大营村、李家庄村、上蒲家村、朱家湾村和分豁岔村。